# Три новеллы
«Три нове́ллы» — рисованный мультипликационный фильм 1986 года, который создала режиссёр Елена Баринова по сценарию Фёдора Хитрука.

## Описание
Три истории о том, как горожанам необходима природа.
Мультфильм содержит огромное количество тщательно выполненной тотальной мультипликации, в некоторых сценах стилизованной под компьютерную графику. В мультфильме не произносится ни одного слова — звучит лишь музыка.

## Сюжет

### Новелла 1
Пчела летит к красивым цветам, но везде натыкается на прозрачную преграду. Цветы меняются, изображение отодвигается и зрителю становится ясно, что это большой экран на стене высокого здания в огромном современном городе.

### Новелла 2
Два мальчика разного возраста (возможно, братья) стоят у перил, жуют жвачку и смотрят на проезжающий транспорт. Они представляют себя за рулём этих машин и самолёта. И вдруг они видят корову! Они очень удивлены, потому что живой коровы они никогда не видели!

### Новелла 3
На одной из площадей современного города рабочие плитами закладывают землю и возводят странное сооружение с электронной начинкой, отдалённо похожее на большое искусственное дерево. Приезжает комиссия, играет оркестр. Человек в строгом костюме зачитывает речь и нажимает на кнопку. Сооружение начинает светиться, но быстро перестаёт работать, потому что из всех щелей вылезают живые растения.

## Создатели
| автор сценария             | Фёдор Хитрук                                                                       |
| кинорежиссёр               | Елена Баринова                                                                     |
| художник-постановщик       | Николай Кошкин                                                                     |
| композитор                 | Владимир Быстряков                                                                 |
| кинооператор               | Александр Чеховский                                                                |
| звукооператор              | Владимир Кутузов                                                                   |
| художники-мультипликаторы: | Юрий Кулаков, Юрий Кузюрин, Вячеслав Каюков, Тенно-Пент Соостер, Юрий Мещеряков    |
| художники:                 | Елена Боголюбова, Ирина Собянина, Ольга Боголюбова, Э. Антушева, Виктор Чугуевский |
| ассистент-режиссёра        | Татьяна Лытко                                                                      |
| монтажёр                   | Маргарита Михеева                                                                  |
| редактор                   | Андрей Вяткин                                                                      |
| директор съёмочной группы  | Лилиана Монахова                                                                   |